# Erdmuthe Sophie von Sachsen

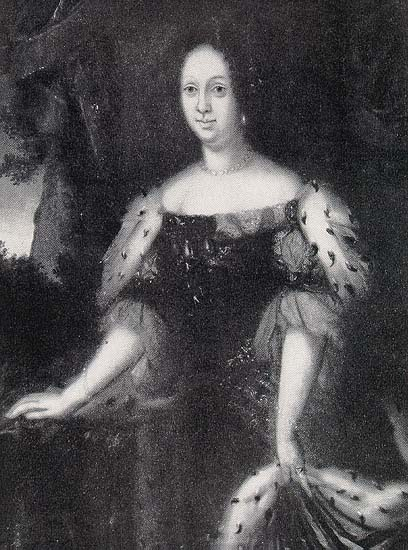
Erdmuthe Sophie von Sachsen, Markgräfin von Brandenburg-Bayreuth

Erdmuthe Sophie von Sachsen (* 25. Februar 1644 in Dresden; † 22. Juni 1670 in Bayreuth) war eine sächsische Prinzessin aus dem Haus der albertinischen Wettiner und durch Heirat Markgräfin von Brandenburg-Bayreuth. Die Markgräfin war eine Kirchenlieddichterin, Schriftstellerin und Historikerin.

## Leben
Erdmuthe Sophie war eine Tochter des Kurfürsten Johann Georg II. von Sachsen (1613–1680) aus dessen Ehe mit Magdalena Sibylle (1612–1687), Tochter des Markgrafen Christian von Brandenburg-Bayreuth. Die Prinzessin wurde sehr sorgfältig und umfassend ausgebildet, an ihrer Erziehung war unter anderem der streng lutherisch orthodoxe Jakob Weller beteiligt. Bereits in ihrem 11. Lebensjahr verfasste Erdmuthe Sophie Kirchenlieder und befasste sich mit Verfassungs- und Kirchengeschichte.
Sie heiratete am 29. Oktober 1662 in Dresden Markgraf Christian Ernst von Brandenburg-Bayreuth (1644–1712). Anlässlich der sehr aufwändig gefeierten Hochzeit wurden sowohl das Singspiel „Sophia“ von Sigmund von Birken als auch die Oper „Il Paride“ (ital.; Paris) des Giovanni Andrea Bontempi uraufgeführt. Christian Ernst schenkte ihr Schloss Colmdorf.
In Bayreuth befasste sich Erdmuthe Sophie weiter intensiv mit wissenschaftlichen Studien und hielt täglich nach der Andacht ein „Geschichtskolleg“ ab. Ihr Erstlingswerk Handlung von der Welt Alter, des Heiligen Römischen Reichs Ständen, und derselben Beschaffenheit, stellt ein Frühwerk der Aufklärung dar. In dem Werk, das eine Bibelchronologie, Herrschertabellen und ein Verzeichnis bedeutender deutscher Bildungseinrichtungen enthielt, setzte sie sich kritisch mit dem Calvinismus auseinander.
Die Markgräfin galt als eine der gebildetsten Frauen ihrer Zeit. Sie starb erst 26-jährig an einer Stoffwechselkrankheit und wurde in der Stadtpfarrkirche Heilige Dreifaltigkeit in Bayreuth bestattet. Ihre Ehe war kinderlos geblieben. Nach ihr benannt ist der Sophienberg bei Haag auf dem zwischen 1663 und 1668 für die Markgräfin das Schloss Sophienburg erbaut wurde.

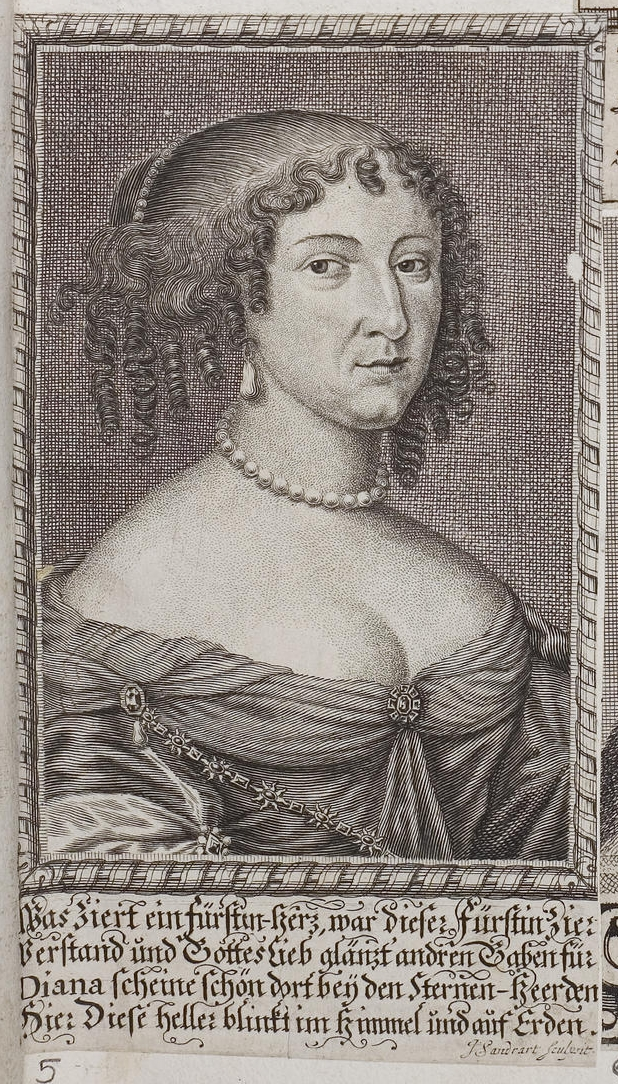
Erdmuthe Sophie von Sachsen, Markgräfin von Brandenburg-Bayreuth, mit Gedicht Birkens

Der Dichter Sigmund von Birken, mit dem sie in Verbindung stand, widmete ihr folgenden Vers:
Dichtet Göttinnen, Ihr Griechen! Eine zeigt sich himlisch hier.
Gottes Liebe, Stand, Verstand, Tugend, Anmut, Muht und Schöne,
Alles, zieret diese Heldin, was man nennet Himels Zier.
Fama! preis die Kron der Erd. Himel! sie mit Wohlstand kröne.

## Werke
- Handlung Von der Welt Alter, Des Heiligen Römischen Reichs Ständen, und derselben Beschaffenheit, Bayreuth 1666, 2. Aufl. – Leipzig 1674;
- Sonderbare Kirchen-, Staat- und Weltsachen, Nürnberg 1676.